# Rankin Inlet
Rankin Inlet (Inuktikut: Kangiqiniq; ᑲᖏᕿᓂᖅ, "baia") è un importante insediamento Inuit situato nella regione di Kivalliq, nel territorio del Nunavut, in Canada. Il paese è situato nella costa nordoccidentale della Baia di Hudson, a metà strada fra Chesterfield Inlet e Arviat, ed è proprio il capoluogo della regione di Kivalliq.
Secondo il censimento del 2006 la popolazione era di 2 842 abitanti, in crescita dell'17.0% dal 2006. L'insediamento si estende su una superficie di 20,24 km².

## Storia
Presso l'abitato sono stati trovati alcuni reperti archeologici risalenti al 1200 del popolo Thule, un popolo di cacciatori di balene. Nel 1700 nella regione si stabilirono i Caribou Inuit, per l'appunto dediti alla caccia del caribù e alla pesca delle otarie lungo la costa. La Hudson's Bay Company raggiunse per la prima volta la baia nel tardo Seicento, sebbene la destinazione fosse Marble Island, a 16 km di Rankin Inlet. Successivamente alla HBC nel Settecento e nell'Ottocento giunsero nella regione i cacciatori di balene e di pellicce, seguiti da missionari che introdussero nella regione la scrittura.
Il paese stesso fu costruito dai proprietari della miniera Rankin Inlet Mine, poco a nord di Johnston Cove. Operativa dal 1957, la miniera era sfruttata per il nichel e il carbone, ed era la prima miniera completamente Inuit di tutto il Canada. Quando nel 1962 la miniera fu chiusa, Rankin Inlet contava circa 500 Inuit, dei quali il 70-80% erano minatori. Negli anni successivi si è cercato di trovare una fonte di guadagno alternativa all'attività estrattiva, come l'allevamento, tuttavia negli ultimi anni nella comunità si è imposto il turismo.
Nel 1995 si è tenuto un referendum sulla scelta della futura capitale del Nunavut, e Iqaluit si è imposta nei confronti di Rankin Inlet.

## Risorse naturali
Rankin Inlet è caratterizzata da correnti gelide di provenienza artica e dalle risorse idriche della regione. Il fiume Diana scorre fino a giungere nella baia dove si trova il paese. La piccola Kudlulik Peninsula è ricca di laghi, il più importante dei quali è il Nipissak Lake, ed è circondata da due baie, Melvin Bay a ovest e Prairie Bay a est. Nel tratto di mare di fronte all'abitato si estendono alcune isole che sembrano formare una lunga catena protettiva. Tutti questi elementi naturali attraggono numerosi turisti, che si dedicano alla pesca e alla canoa. Pochi chilometri a nordovest di Rankin Inlet si trova il Iqalugaarjuup Nunanga Territorial Park, ricco di pesci e di uccelli selvatici. All'interno del parco sono stati ritrovati anche alcuni reperti archeologici.

## Economia

### Servizi
La comunità è servita dal Rankin Inlet Airport, e da un servizio annuale di cargo. Le merci e i generi alimentari di prima necessità possono essere acquistati presso il punto locale della coop The North West Company. Esistono anche due fast food, e anche alcuni hotel e ristoranti. Nella comunità ci sono anche due sportelli bancari, della Canadian Imperial Bank of Commerce e della Royal Bank of Canada.

## Arte
Rankin Inlet non è nota soltanto per i suoi artisti, ma è anche nota come l'unico centro inuit che si dedica alla ceramica. Gli artisti della comunità si dedicano, oltre alla ceramica, anche alla lavorazione del bronzo e alla scultura. La Matchbox Gallery, fondata nel 1987, espone gran parte delle opere prodotte dagli artisti locali.